# Golful Bengal

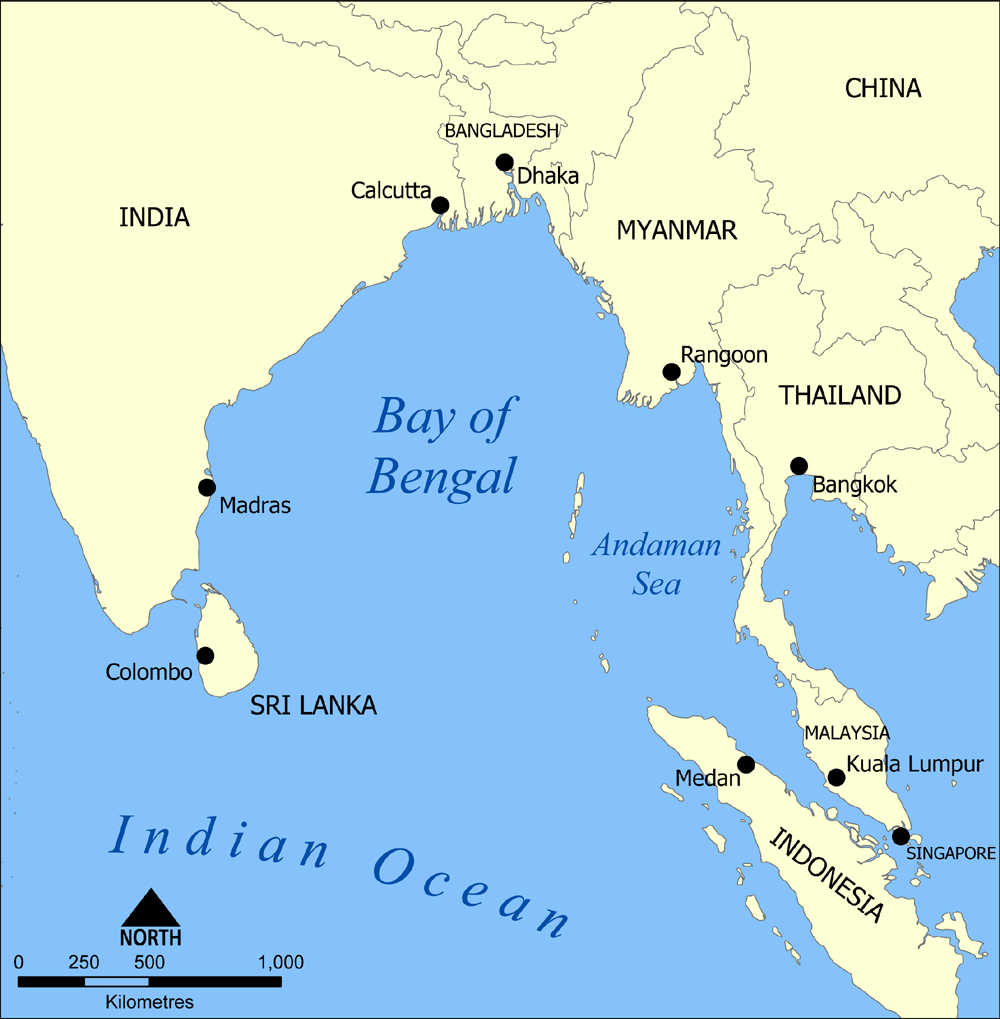

Golful Bengal este un golf în Oceanul Indian, situat între subcontinentul indian la vest, peninsula Indochina la nord-est și insulele Andaman și Nicobar la est. Suprafața golfului este de 2.172.000 km², iar adâncimea maximă – 5258 m. Vara și primăvara au loc frecvente furtuni și uragane tropicale. Temperatura apei în februarie este +25 - +27 °C, iar în august – +28 °C. Salinitatea variază între 30‰ la gura de vărsare a Gangelui și 34‰ în sud. Principalele porturi sunt Calcutta și Madras.